# Your Love is a Lie
«Your Love Is a Lie» es el segundo sencillo de Simple Plan de su álbum homónimo, Simple Plan. 
Existe dos versiones de la canción. Una es encontrada en las ediciones explícitas, en que el cantante Pierre Bouvier dice la palabra fucks en el segundo verso. En las versiones limpias del CD y para la radio, la palabra es omitida y reemplazada por touches. Esta es la tercera canción en que Simple Plan usa una mala palabra, el primero fue el sencillo "I'm Just a Kid" (hell es cambiado a fuck en presentaciones en vivo), y su segundo sería la versión de Cheap Trick, "Surrender" (fucking). Los versos son similares a la canción de Green Day, "Boulevard of Broken Dreams" y Oasis, con "Wonderwall". La canción fue usada en el programa de MTV, The Hills. Fue presentada en la ceremonia de clausura de los Juegos Olímpicos de Invierno 2010.

## Vídeo musical
La banda voló a Los Ángeles para grabar el vídeo musical. Fue grabado el 6 de marzo. El vídeo fue dirigido/producido por Wayne Isham. El vídeo es una representación pura y simple de la canción. Se intercalan tomas de la banda tocando (más tarde en el vídeo, en medio de flores voladas por el viento) con tomas de la novia de Pierre Bouvier, encontrándose (y teniendo sexo) con otro hombre, mientras Bouvier, traicionado por la mujer, espera en agonía en su apartamento. Su apartamento tiene vista al departamento del hombre, con una vista perfecta a la habitación, dónde él los ve teniendo sexo.

## Posiciones
| Lista (2008)                                  | Posición máxima |
| --------------------------------------------- | --------------- |
| Australian Singles Chart                      | 33              |
| Canadian Hot 100                              | 16              |
| UK Singles Chart                              | 63              |
| Dutch Top 40                                  | 17              |
| U.S. Billboard Bubbling Under Hot 100 Singles | 8               |
| U.S. Billboard Pop 100                        | 53              |

## Listado de canciones

### Sencillo CD Australiano
1. "Your Love Is a Lie" (Versión Explícita)
2. "Time to Say Goodbye" (En vivo en Alemania)
3. "Your Love Is a Lie" (En vivo en Nueva York)[2]